# Vriesea diamantinensis
Vriesea diamantinensis är en gräsväxtart som beskrevs av Elton Martinez Carvalho Leme. Vriesea diamantinensis ingår i släktet Vriesea och familjen Bromeliaceae. Inga underarter finns listade i Catalogue of Life.